# Orlanda Lie
Orlanda S.H. Lie (1949) is emeritus-hoogleraar Middeleeuwse Cultuur aan de faculteit Geesteswetenschappen van de Universiteit Utrecht en Head Humanities Department aan het University College Utrecht.

## Werk
Orlanda Lie studeerde German and Medieval Studies aan het College of Letters and Science in Berkeley (Universiteit van Californië). Haar hoofdvakken waren Duits en Spaans en ze legde zich toe op de Europese middeleeuwen. In 1974 verbleef zij in Utrecht met een studiebeurs van de Universiteit van Californië. Zij promoveerde in 1979 op de Rotterdamse fragmenten van de Lancelot en prose, waarbij zij de Middelnederlandse tekst vergeleek met de Oudfranse grondtekst (promotor prof.dr. W.P. Gerritsen). Zij bezorgde tevens een nieuwe uitgave van de tekst.
In september 1976 kreeg Lie een aanstelling bij de vakgroep Middelnederlandse letterkunde in Utrecht als docent Middelnederlandse letterkunde. Haar onderzoek en onderwijs richt zich in het bijzonder op de Middelnederlandse artesliteratuur (artes liberales, wetenschappelijke teksten), magie in de middeleeuwen (artes magicae, magische teksten), geneeskunde en seksualiteit in middeleeuwse teksten, en vrouwen in de middeleeuwse literatuur (vrouwelijke schrijvers, vrouwelijke personages, gender).
In 1996 werd Lie verkozen tot Docent van het Jaar van de Universiteit Utrecht. In 1999 richtte zij met Erwin Huizenga en Lenny Veltman de Werkgroep Middelnederlandse Artesliteratuur (WEMAL) op. In 2005 stelde zij een tentoonstelling samen op basis van een Middelnederlandse encyclopedie, Het boek van Sidrac, voor het Universiteitsmuseum in Utrecht. 
In september 2004 werd zij aangesteld als hoogleraar Middeleeuwse Cultuur bij de opleiding Nederlands van de faculteit Geesteswetenschappen in Utrecht. Haar oratie was getiteld Wat bezielt een mediëvist? Mastering the Middle Ages (2005).
In 2011 was zij gasthoogleraar aan de Universiteit van Californië in Los Ageles (UCLA). Ze bekleedde daar de Utrecht University Mondriaan Chair. Sinds 2014 is zij met emeritaat.

## Publicaties (selectie)
- Vrouwengeheimen. Geneeskunst en beeldvorming in de Middelnederlandse artesliteratuur (Amsterdam, 1999)
- "Middelnederlandse literatuur vanuit genderperspectief. Een verkenning", in: Tijdschrift voor Nederlandse taal- en letterkunde (117-3, 2001)
- Een wereld van kennis. Bloemlezing uit de Middelnederlandse artesliteratuur (Hilversum, 2002). Met E. Huizenga en L.M. Veltman
- "Alsoe leerde Madelghijs sine const. Magie in de Middeleeuwen: fictie of werkelijkheid?", in: B. Besamusca en J. Tigelaar (ed.), Karolus Rex. Studies over de middeleeuwse verhaaltraditie rond Karel de Grote (pp. 181-193) (Hilversum, 2005)
- The Secrets of Women in Middle Dutch. A bilingual edition of "Der vrouwen heimelijcheit" in Ghent University Library Ms 444, Artesliteratuur in de Nederlanden, Volume 7 (Hilversum, 2011). Prof.dr. O.S.H. Lie en W.Th.J.M. Kuiper
- Kennis in beeld. Denken en doen in de middeleeuwen, Artesliteratuur in de Nederlanden, deel 8 (2014). Met A. van Leerdam, M. Meuwese en M. Patijn

## Redactie
- Redactie Madoc. Tijdschrift over de Middeleeuwen
- Redactieraad Queeste. Tijdschrift over middeleeuwse letterkunde in de Nederlanden
- Redactie Artesliteratuur in de Nederlanden

## Persoonlijk
Orlanda Lie groeide op in Suriname en heeft een Chinese achtergrond. Zij zat in Paramaribo op een katholieke nonnenschool, waar zij de Nederlandse taal leerde. Zij is getrouwd en heeft twee zoons.